# チャーリー・N・ホームバーグ
チャーリー・N・ホームバーグ（Charlie N. Holmberg, 1988年4月4日 - ）は、アメリカ合衆国の作家。

## 経歴
アメリカ合衆国ユタ州で生まれ育つ。ブリガムヤング大学を卒業。卒業後結婚、出産をし、そのかたわらデビュー作「紙の魔術師」を執筆。2013年、47ノースと出版契約を結んだ。2014年、デビュー作が出版され、2016年にはディズニーが「紙の魔術師」及び続編の三部作の映画化権を獲得した。

## エピソード
- 「紙の魔術師」が生まれるきっかけとなったのは、折り紙を操る人物が頭に浮かんだことだったという。
- 物語を書くきっかけとなったのは、13歳の時に観た日本のアニメ、「天空のエスカフローネ」だった。
- 高校、大学では日本語を学んでいる。

## 作品
- 「紙の魔術師」（The Paper Magician）2014年。
- 「硝子の魔術師」（The Glass Magician）2014年。
- 「真実の魔術師」（The Master Magician)　2015年。

### 未訳作品
- 「Followed by Frost」2015年。
- 「Magic Bitter, Magic sweet」2016年。
- 「The Fifth Doll」2017年。
- 「The Plastic Magician」 2018年。

### 日本語訳された作品
- 『紙の魔術師』ハヤカワ文庫、原島文世訳、早川書房、2017年
- 『硝子の魔術師』ハヤカワ文庫FT、原島文世訳、早川書房、2018年
- 『真実の魔術師』ハヤカワ文庫、原島文世訳、早川書房、2018年

## 参考
経歴、エピソード、作品は「紙の魔術師」（ハヤカワ文庫FT）の訳者あとがきを参考にした。